# Gazeta Polska Codziennie
Die Gazeta Polska Codziennie ist eine polnische nationalkonservative Tageszeitung, die seit dem 9. September 2011 von dem Verlag Forum SA herausgegeben wird. Der Titel ist unter anderem mit der Wochenzeitung Gazeta Polska und der Monatszeitschrift "Niezależna Gazeta Polska - Nowe Państwo verbunden. Sie vertritt konservative bis nationalistische Positionen und steht der Regierungspartei PiS nah. Die verkaufte Auflage lag 2019 bei 13.214 Exemplaren.

## Geschichte und Zielgruppe
Im Jahr 2011 kündigte Tomasz Sakiewicz, ein Journalist der seit 1993 bestehenden rechtskonservativen polnischen Wochenzeitung Gazeta Polska, Pläne zur Gründung einer neuen Tageszeitung an. 
Die "Gazeta Polska Codziennie" behandelt in erster Linie akute Themen der polnischen Politik Polska (polnische Nachrichten) sowie EU-Nachrichten, Świat (internationale Ereignisse), Ereignisse in der polnischen Wirtschaft, Gospodarka (Wirtschaft und Finanzen), Debaty (Analysen), berichtet aus Kultur und Sport, Kultura (Kino, Fernsehen, Spielpläne), Sport.